# Rímel

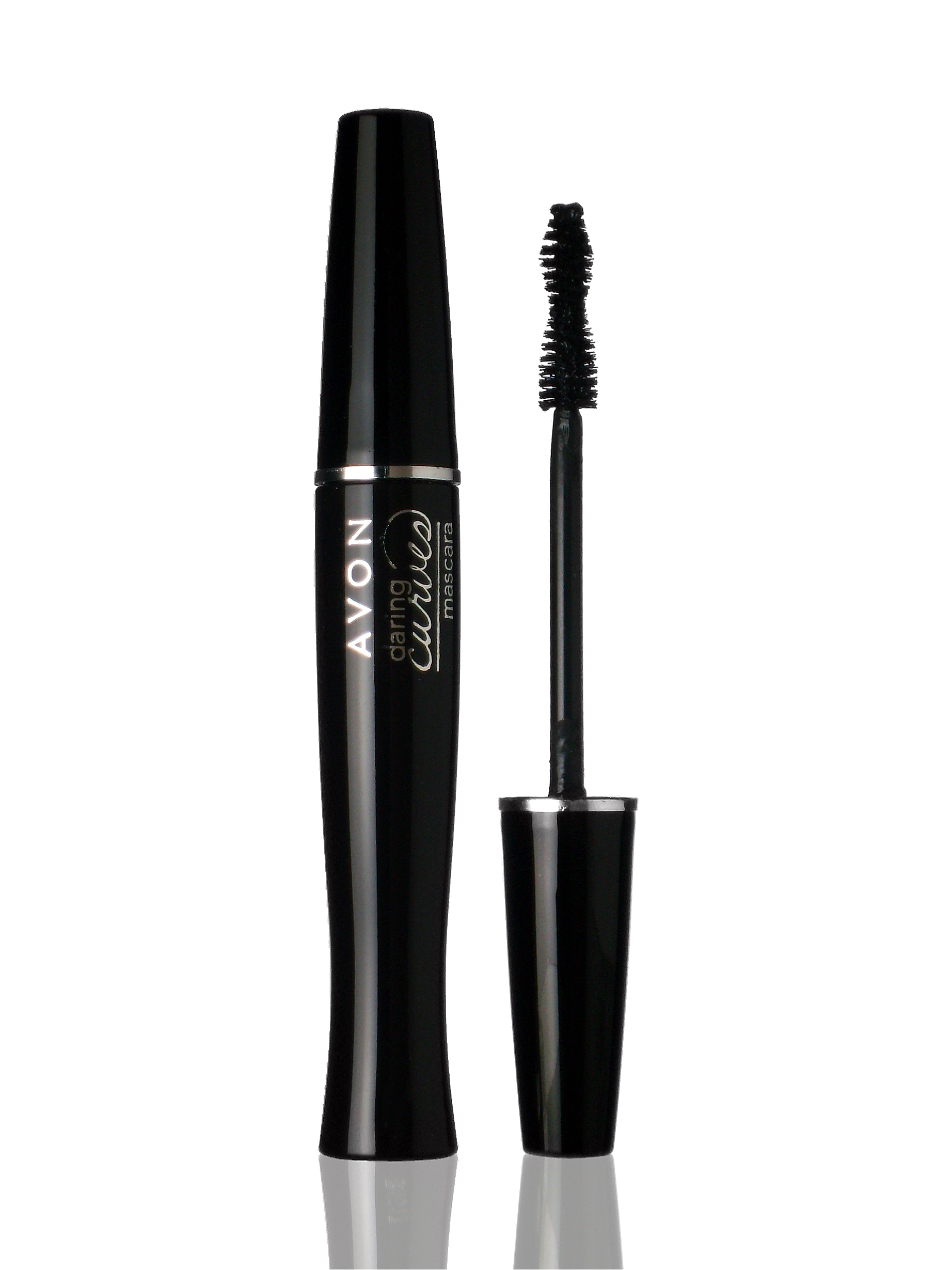
Un tubo de rímel junto al cepillo aplicador.

La máscara de pestañas, rímel (término derivado de la marca registrada Rimmel) o pestañina (en Colombia) es un cosmético usado para oscurecer, espesar, curvar y definir las pestañas.
Los colores, tintas y fórmulas usados en la elaboración de la máscara de pestañas son diversos. Algunos de los ingredientes utilizados en su fabricación incluyen agua, expansores de cera, formadores de películas y conservantes.
El rímel viene en tres formatos: crema, pastillas y líquido. La máscara de pestañas líquida es la más común, debido a que su envase tubular suele incluir un cepillo que facilita la aplicación. Estos cepillos pueden ser rectos o curvos y poseen cerdas finas o gruesas. Algunos aplicadores contienen fibras de rayón o nylon para alargar las pestañas.

## Historia
Su precedente fue el kohl, polvo de galena o malaquita empleado para delinear el contorno de los ojos en Egipto por hombres y mujeres desde los tiempos más remotos. Por influencia egipcia, su uso se extendió al resto de Oriente Próximo como cosmético femenino, siendo entre griegos y romanos hecho con una mezcla de ceniza y miel. Con la caída del imperio romano su uso desapareció en Occidente, mientras en cambio en Oriente Próximo y Medio siguió siendo ampliamente utilizado. 
La primera máscara de pestañas fue inventada en el siglo XIX por el empresario francés Eugène Rimmel, cuyo apellido se convertirá en homónimo del producto en varios idiomas. El rímel moderno fue creado en 1915 por el químico T. L. Williams para su hermana Mabel. Estaba hecho de polvo de carbón mezclado con vaselina. El producto fue un éxito cuando Mabel y Williams empezaron a venderlo en 1917 a través del correo. Su empresa, Maybelline, se convirtió finalmente en una de las principales compañías de cosméticos de Estados Unidos.
Las consumidoras solían humedecer un pincel, lo frotaban sobre una pastilla de rímel y luego lo aplicaban en los ojos. El tubo moderno y su cepillo aplicador no aparecieron hasta el año 1957, cuando fue introducido al mercado por la empresaria Helena Rubinstein. Al facilitar la aplicación, el producto ganó en popularidad.

## Composición
Las máscaras de pestañas a prueba de agua poseen una composición basada en un solvente volátil (isododecano), ceras de origen animal (cera de abejas), ceras de origen vegetal (cera de carnaúba), ceras de origen mineral (parafina), pigmentos (óxido de hierro) y polímeros fijadores. Este tipo de máscaras no contienen grupos funcionales sensibles al agua, ofreciendo una excelente resistencia a las lágrimas, el sudor o la lluvia. El rímel resistente al agua sólo puede ser retirado con un desmaquillante específico, capaz de diluir la película de máscara formada en las pestañas.
El rímel no resistente al agua está basado en agua, surfactantes suaves, ceras animales, vegetales y minerales, además de pigmentos, polímeros espesores y conservantes. Estas máscaras son capaces de soportar las lágrimas, pero pueden ser retiradas fácilmente con un poco de agua y jabón.
Las máscaras a prueba de agua son similares a la pintura al óleo o a base de solventes. Por el contrario, el rímel no resistente al agua es parecido a la pintura a base de agua. Aquellas máscaras con un nivel intermedio de resistencia al agua contienen dispersiones de polímeros.

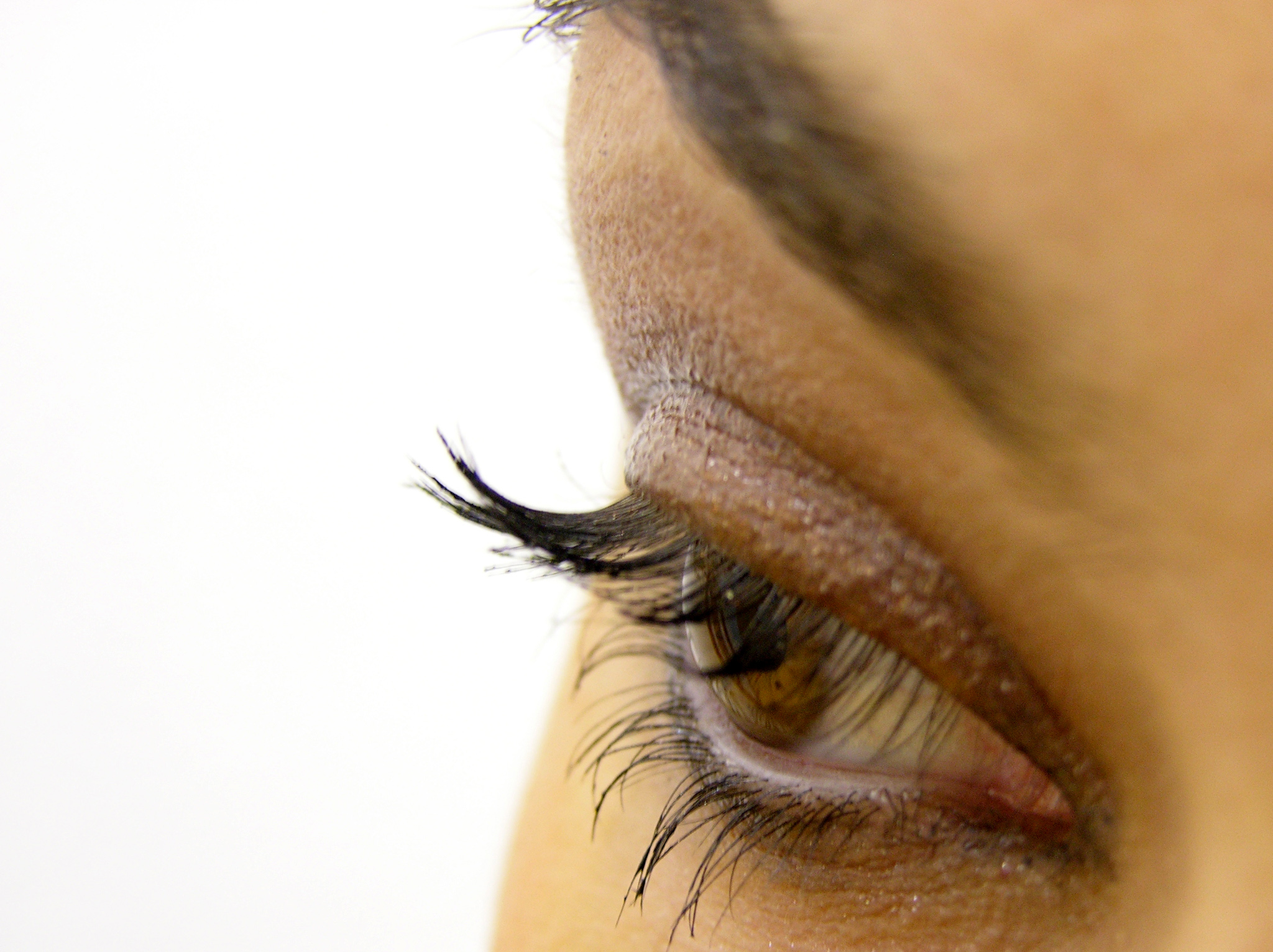
La máscara aplicada en las pestañas.

El rímel que contiene fibras de nylon puede darle a las pestañas una mejor y más duradera apariencia porque se adhiere a la pestaña como pequeñas extensiones. La provitamina B5 actúa como acondicionador para las pestañas, otorgándoles un aspecto más suave y natural.

## Uso
El cepillo aplicador debe ser sumergido en el tubo de máscara y luego se frota desde la base de las pestañas hasta la punta. El cepillo está hecho de plástico y es de uso personal.
Otro de los propósitos de la máscara de pestañas es la de rizarlas. El largo de las pestañas también puede incrementarse al reaplicar el rímel luego de dos o tres minutos. La humedad de algunas máscaras puede causar que las pestañas se estiren durante la aplicación, lo que es fácilmente resuelto al usar un rímel a prueba de agua con una fórmula más seca.
Por seguridad y cuestiones de salud, el rímel debiera ser desechado luego de tres meses abierto el envase.